# Misy-sur-Yonne
Misy-sur-Yonne je francouzská obec v departementu Seine-et-Marne v regionu Île-de-France. V roce 2012 zde žilo 986 obyvatel.

## Poloha obce
Obec leží u hranic departementu Seine-et-Marne s departementem Yonne, tedy i u hranic regionu Île-de-France s regionem Burgundsko-Franche-Comté. Sousední obce jsou: Barbey, Gravon, Marolles-sur-Seine, La Tombe, Villeblevin (Yonne), Villeneuve-la-Guyard (Yonne) a Vinneuf (Yonne).

## Vývoj počtu obyvatel
Počet obyvatel